# Făget, Bacău
Făget (în maghiară Gyimesbükk) este satul de reședință al comunei Ghimeș-Făget din județul Bacău, Transilvania, România.